# Сайран (мини-футбольный клуб)
«Сайран»  — казахстанский мини-футбольный клуб из города Астана.  Играет в Высшей лиги турнира AFL, в Кубке Чемпионов Казахстана и Yeleu Cup. Клуб выступает организатором турнира на Кубок Сайрана .
Игроки команды "Сайран" являются базовой командой сборной Казахстана по мини-футболу среди любителей. В 2018 году на Чемпионате Европы среди любителей стали бронзовыми призерами турнира . В 2022 году стали серебренными призерами Чемпионата Мира по мини-футболу среди любителей . Играет на собственной домашней арене "Сайран Арена" на которой проходят УТС и открытые тренировки Сборной Казахстана по футзалу.

## История
МФК «Сайран» основан в 2004 году в Астане. Многие игроки команды переходят в профессиональные клубы Чемпионата Казахстана.
В 2018 году участвовал и выиграл в межконтинентальном первенстве EFA CUP ,.
В первые годы выступал в Лиги любителей футбола. С 2020 года играет в Высшей лиги AFL.
В 2018 году основана детско-юношеская академия по мини-футболу "Сайран". Руководитель и старший тренер - Кравченко Владимир.

## Достижения
- Чемпион Казахстана в LLF 2016 [8]
- 3-место на Чемпионате Европы по мини-футболу среди любителей (Киев, 2018 год) [9].
- 2-место на Чемпионате Мира по мини-футболу среди любителей (2022)
- 1-место на Чемпионате Европы по мини-футболу SOCCA EuroCup (2023)[10][11]

## Известные игроки
- Главный тренер команды - Кравченко Владимир Леонидович (2018-2020), Нуржан Абдрасилов (2020-2022), Данияр Кенжегулов (2022-)
- В разные годы за команду Сайран играли будущие члены сборной Казахстана по футзалу Даурен Турсагулов и Биржан Оразов, Рауан Атантаев.
- В январе 2023 года игрок команды Сайран Олжас Тайбасаров перешел в профессиональный клуб по мини-футболу "Астана"[12]. Олжас Тайбасаров получил вызов в сборную Казахстана по футзалу на игру с Азербайджаном 6 октября 2023 года в Баку[13].
- Перед началом сезона Чемпионата Казахстана по футзалу 2023-24 другой игрок клуба Сайран Темирлан Адилов подписал контракт с профессиональным клубом Астана.

## Арена

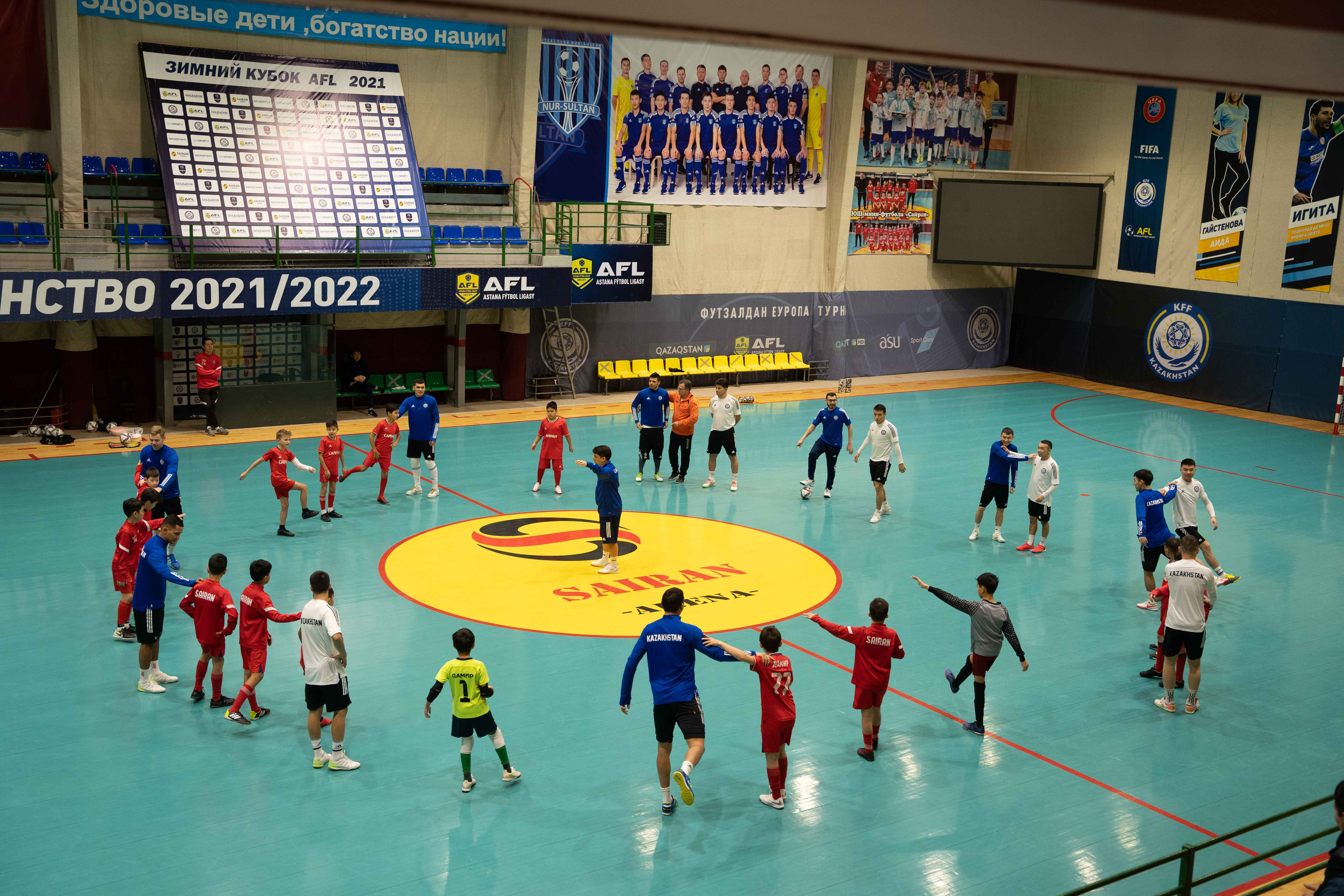
Сборная Казахстана по футзалу тренируется с детьми на Сайран Арене, Астана

"Сайран Арена" - спортивный комплекс для игры в мини-футбол и футзал. Арена включает в себя два поля для мини-футбола и закрытый зал с паркетным покрытием для футзала. Вместимость зрителей - 500 человек.
Также арена является домашней ареной для профессиональной команды по футзалу "Астана", на котором проходят игры Высшей лиги Чемпионата Казахстана по футзалу. На базе арены также проводятся игры АФЛ, Yeleu Cup. Сборная Казахстана по футзалу проводит учебно-тренировочные сборы перед международными играми.

## Состав команды
- Нуржан Абдрасилов
- Данияр Кенжегулов
- Олжас Тайбасаров
- Темирлан Абилов
- Ержан Жарылгаганов
- Исламбек Кулекенов

## Детская академия
Детско-юношеская школа по футболу создана в мае 2018 года. Руководителем и главным тренером детско-юношеской школы "Сайран" является известный в футболист и тренер Владимир Леонидович Кравченко. Детская академия ориентируется на игру в футзал и мини-футбол (5x5). В сезоне 2022-2023 команда Сайран U13 приняла участие в официальном Первентстве Казахстана по футзалу среди детей U13. ДЮШ "Сайран" включает команды в возрасте U7, U8, U9, U10, U11, U12, U13, U15.